# Quitman (Teksas)
Quitman – miasto w Stanach Zjednoczonych, w stanie Teksas, w hrabstwie Carroll.